# Acantholochus
Acantholochus is een geslacht van eenoogkreeftjes uit de familie van de Bomolochidae. De wetenschappelijke naam van het geslacht is voor het eerst geldig gepubliceerd in 1984 door Cressey.

## Soorten
- Acantholochus albidus (Wilson, 1932)
- Acantholochus asperatus (Cressey & Cressey, 1980)
- Acantholochus australiensis (Byrnes, 1986)
- Acantholochus crevalleus (Cressey, 1981)
- Acantholochus divaricatus (Cressey & Cressey, 1980)
- Acantholochus lamellatus Paschoal, Cezar & Luque, 2013
- Acantholochus nasus Cressey, 1984
- Acantholochus nudiusculus (Cressey & Cressey, 1980)
- Acantholochus venustus (Kabata, 1971)
- Acantholochus zairae Morales-Serna & Gómez, 2010